# Germán Rueda Hernanz
Germán Rueda Hernanz (Madrid, febrero de 1950) es un historiador español y licenciado en Historia por la Universidad Complutense de Madrid y doctor en Geografía e Historia por la Universidad de Valladolid, donde empezó su carrera académica y en la que estuvo como profesor adjunto hasta 1984. Está considerado como un “especialista en historia social”.
Ha sido investigador invitado en varias instituciones como las universidades de Berkeley y Florida, el Istituto Storico de Roma o el CSIC (Madrid) y profesor invitado en las universidades CEU-S. Pablo, Nova de Lisboa y Carlos III. Desde 1984 hasta 1986 fue catedrático en la Universidad de Extremadura (Cáceres). Desde ese año, fue catedrático de Historia Contemporánea en la Universidad de Cantabria (Santander). Desde 2019 y en la actualidad, es profesor emérito de Historia en la Universidad San Pablo CEU de Madrid.

## Áreas de investigación
Su investigación se centra ,sobre todo, en la sociedad desde mediados del siglo XVIII hasta 1930, en temas como la desamortización, la emigración al continente americano, la urbanización, el reinado de Isabel II, la enseñanza y el estudio comparado de las penínsulas ibérica e italiana. También ha hecho algunas síntesis de historia contemporánea España y Universal, especialmente relativas al siglo XIX, que es el período al que más se ha dedicado. Ha publicado más de cien trabajos de sobre dicho tema relativos a los años 1780-1930, que tratan especialmente aspectos sociales y políticos del periodo.
Destaca entre sus trabajos la biografía de Isabel II, de la que Germán Rueda ha publicado ya dos libros. El primero lo publicó en 2001 y es una extensa biografía sobre la reina bajo el título 'Isabel II'; el segundo, titulado Isabel II. En el trono (1830-1868) y en el exilio (1868-1904), se estructura en dos grandes bloques: 'Reina la mitad de su vida', con siete capítulos que repasan la historia del reinado de Isabel II de Borbón desde su nacimiento en 1830, hasta 1868. Y 'Una mujer, sin trono y en busca de su pasado', abordando su temprano retiro a la edad de 38 años, las residencias provisionales que tuvo y sus últimos años hasta que murió en 1904. Una biografía rica en detalles que el autor de la obra desgrana acompañando a sus textos con fotos e ilustraciones de la época. El libro se completa con una completa bibliografía y sección documental.
Ha participado también en el conocido "Espacio URBES", dedicado al estudio de las ciudades españolas, que se concibió en diciembre del 2004 en relación con el proyecto de investigación "Tipos y características históricas, artísticas y geográficas de las ciudades y pueblos en la España del siglo XIX". 
Germán Rueda fue nombrado académico correspondiente de la Real Academia de la Historia, en la sesión ordinaria celebrada el 28 de junio.